# Област Либражд
Област Либражд (алб. Rrethi i Librazhdit) је једна од 36 области Албаније. Има 72.000 становнника (процена 2004), и површину од 1.102 km². На истоку је земље, а главни град је Либражд. Међу другим значајнијим местима у овој области је Перенјас.
Обухвата општине: Љибражд, Љуник, Орењ, Пољис, Прењас, Рајц (Рајца), Стебљев (Стеблево), Стравај, Ћендр (Центар), Ћукс и Хотољишт (Хотолиште).